# Sông Salado

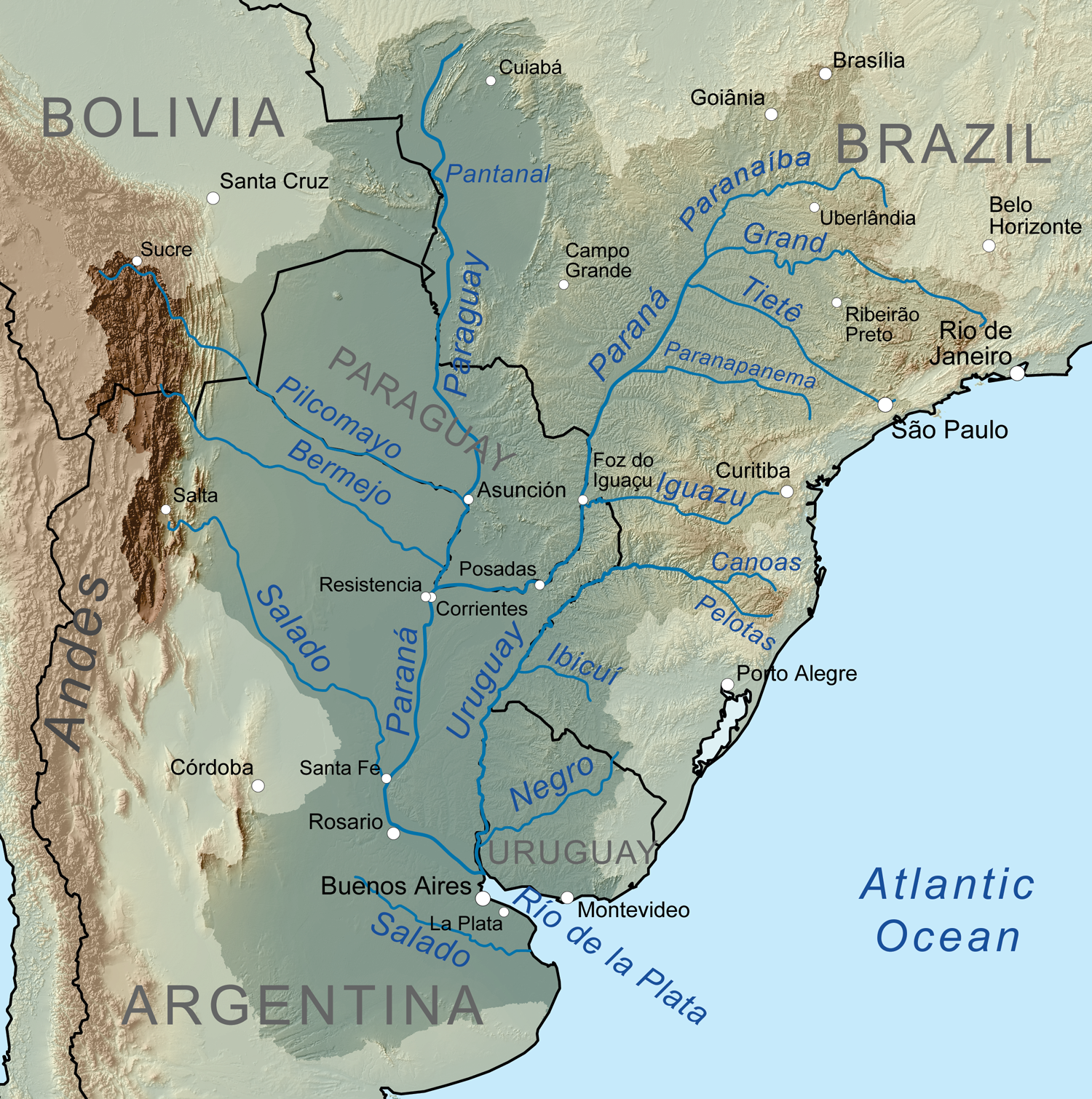
Bản đồ lưu vực sông Rio de la Plata cho thấy sông Salado nhập vào sông Paraná ở gần Santa Fe và Rosario

Sông Salado (tiếng Tây Ban Nha: Río Salado [ri.o saˈlaðo] "Sông mặn") là một con sông chảy qua một số tỉnh của Argentina, dài 1.150 km. Thượng nguồn của nó nằm ở tỉnh Salta và đổ ra sông Paraná, thuộc tỉnh Santa Fe. Bởi vì thượng nguồn của nó nên dòng chảy của nó không đều trong năm và một số khúc sông bị khô vào mùa đông. Chi lưu quan trọng và duy nhất của dòng sông này là sông Horcones, bắt nguồn ở Salta và nhập vào sông Salado ở tỉnh Santiago del Estero.